# Каппеллини, Ренато
Ренато Каппеллини (итал. Renato Cappellini; род. 9 октября 1943, Сончино, Италия) — итальянский футболист, нападающий.

## Клубная карьера
Выросший в молодёжной команде «Интера», он дебютировал в Серии А 29 сентября 1963 года. В четвертьфинале Кубка европейских чемпионов 1966/67 он забил головой в ворота «Реала» в победном матче на «Сан-Сиро» со счетом 1:0, а также забил первый гол в ответном матче на «Сантьяго Бернабеу» в Мадриде. В полуфинале против «ЦСКА (София)», после двойной ничьей в первом и ответном матчах, он снова сыграл решающую роль в плей-офф, забив гол. В финале Кубка европейских чемпионов 1966—1967 годов против «Глазго Селтик» он получил пенальти, который затем забил Маццола.
Затем его продали «Варезе» всего на один год, а после он перешёл в «Рому». До завершения карьеры он также играл за «Комо» и «Фиорентину», а также имел опыт выступлений в чемпионате Швейцарии с «Кьяссо».

## Карьера в сборной
В марте 1967 года он дважды выступал за сборную Италии, забив гол Португалии.